# Municipio de Trivoli (Kansas)
El municipio de Trivoli (en inglés: Trivoli Township) es un municipio ubicado en el condado de Ellsworth en el estado estadounidense de Kansas. En el año 2010 tenía una población de 54 habitantes y una densidad poblacional de 0,58 personas por km².

## Geografía
El municipio de Trivoli se encuentra ubicado en las coordenadas 38°33′58″N 98°4′49″O / 38.56611, -98.08028. Según la Oficina del Censo de los Estados Unidos, el municipio tiene una superficie total de 93.45 km², de la cual 93,09 km² corresponden a tierra firme y (0,38 %) 0,36 km² es agua.

## Demografía
Según el censo de 2010, había 54 personas residiendo en el municipio de Trivoli. La densidad de población era de 0,58 hab./km². De los 54 habitantes, el municipio de Trivoli estaba compuesto por el 100 % blancos. Del total de la población el 7,41 % eran hispanos o latinos de cualquier raza.